# Mont Puke
Mont Puke (522 m n. m.) je hora na ostrově Futuna v Polynésii v jižním Pacifiku. Jedná se o nejvyšší bod francouzského zámořského společenství Wallis a Futuna. Mont Puke sousedí na západě s horami Kofua (502 m) a Kolofatufatu (473 m), na jihu s horou Matatao (384 m) a na jihovýchodě s horou Mamati (303 m). Asi 300 m severovýchodně od hlavního vrcholu se nachází 502 m vysoký předvrchol Matagitoga. Mont Puke pokrývá vzrostlý les. Cesta na vrchol vede od východu i od západu.